# Coro y Orquesta MusicAlma
El Coro y Orquesta MusicAlma es una formación musical integrada por una coral y una orquesta de cámara, con sede en La Basílica de Santa María La Mayor de Linares (Jaén). Su director musical es José Gregorio Trujillo Paredes.

## Historia

### Fundación
Se fundó en octubre de 2005, siendo su presentación oficial en su sede el 15 de enero de 2006. Originalmente el coro estaba compuesto por 18 miembros que han aumentado su número hasta alcanzar varias decenas.

### Coro y orquesta
El Coro y Orquesta MusicAlma  es mixto a cuatro voces, voces blancas, y una orquesta de cámara de veinte instrumentistas. Su especialidad musical es la música sacra desde el Renacimiento hasta el siglo XXI, pero también figuran en su repertorio la ópera, la zarzuela, la música góspel, y piezas de bandas sonoras. Interpretan obras de autores clásicos como T.L. de Victoria, Palestrina, Monteverdi, Allegri, Bach, Sumaya, Vivaldi, Haendel, Mozart, Verdi, Bizet y Federico Ramírez, y contemporáneos como J. Rutter, Morricone, Bill Douglas, Kuzma Bodrov, Karl Jenkis y Ana Moreno.
Su principal actividad es la armonización de celebraciones eucarísticas; han participado también en diversos eventos culturales, actos académicos y benéficos. Se pueden destacar sus actuaciones en el Festival de Música Antigua de Úbeda y Baeza. En 2015 participaron en el concierto conmemorativo de la Declaración de Úbeda y Baeza como Patrimonio de la Humanidad. En 2017, el coro fue parte de la celebración de la beatificación de los mártires de Almería muertos entre 1934 y 1939, evento retransmitido por la televisión nacional. En 2019, realizaron una gira navideña por Madrid y cantaron en la misa celebrada el 28 de diciembre en la catedral de la Almudena.
En enero de 2019 publicaron un CD con sus interpretaciones, titulado Canciones para una Misa.